# Luca Toledano
Luca Toledano (Verona, 1963) è un entomologo italiano.
Esperto di Bembidiini, una tribù di coleotteri carabidi.
Collabora con musei ed università italiane e straniere. Ha pubblicato articoli scientifici e descritto nuovi taxa: un nuovo genere (Andinodontis Erwin, Toledano & Maddison, 2010), 8 sottogeneri, 182 tra specie e sottospecie, quasi tutti Bembidion, come ad esempio Bembidion (Trepanes) sengleti assieme a Werner Margi. 

Alcune specie che gli sono state dedicate:
- Leistus (Evanoleistus) toledanoi Farkač, 1999 (Cina)
- Bembidion toledanoi Schmidt, 2004 (Cina)
- Axinotoma toledanoi Facchini, 2011 (Zambia)